# Hyalaethea georgiensis
Hyalaethea georgiensis là một loài bướm đêm thuộc phân họ Arctiinae, họ Erebidae.